# Helena Takalová
Anni Helena Takalová (rodným jménem Kiviojaová, * 28. října 1947 Nivala) je bývalá finská běžkyně na lyžích.
Je držitelkou tří individuálních olympijských medailí. Tu nejcennější, zlatou, získala na olympiádě v Innsbrucku roku 1976 na pětikilometrové trati. Na stejných hrách brala i stříbro z desetikilometrové trati. A za čtyři roky v Lake Placid na stejné trati vybojovala bronz. Krom toho má ještě dvě olympijská stříbra ze štafet, jedno z 3× 5 km ze Sappora 72, druhé ze 4× 5 km z Innsbrucku. Je rovněž individuální mistryní světa z roku 1978, kdy na šampionátu v Lahti triumfovala na pětikilometrové trati. Jedno světové zlato má i ze štafety, ze stejného šampionátu. V roce 1978 byla vyhlášena finským sportovcem roku, jako třetí žena v historii této tradiční ankety finských sportovních novinářů.